# Nāvand
Nāvand (persiska: ناوند) är en ort i Iran.   Den ligger i provinsen Ardabil, i den nordvästra delen av landet, 400 km nordväst om huvudstaden Teheran. Nāvand ligger 1 810 meter över havet och antalet invånare är 109.
Terrängen runt Nāvand är lite bergig, och sluttar söderut.Runt Nāvand är det ganska glesbefolkat, med 38 invånare per kvadratkilometer. Närmaste större samhälle är Būrestān, 8,5 km öster om Nāvand. Trakten runt Nāvand består i huvudsak av gräsmarker.